# Liga ACB 2003-04
La temporada 2003-04 de la Liga ACB fue la 21.ª edición de la competición, y enfrentó a 18 equipos en la liga regular, y después a los 8 mejores en el playoff, que ganó el F. C. Barcelona, que ganó en la final al Adecco Estudiantes.

## Liga regular

### Clasificación final
| Pos | Equipo                    | J  | G  | P  | PF   | PC   |
| --- | ------------------------- | -- | -- | -- | ---- | ---- |
| 1   | TAU Cerámica              | 34 | 28 | 6  | 2964 | 2668 |
| 2   | F.C. Barcelona            | 34 | 23 | 11 | 2606 | 2462 |
| 3   | Pamesa Valencia           | 34 | 23 | 11 | 2841 | 2659 |
| 4   | Adecco Estudiantes        | 34 | 20 | 14 | 2750 | 2642 |
| 5   | Real Madrid CF            | 34 | 20 | 14 | 2846 | 2727 |
| 6   | Unicaja Málaga            | 34 | 20 | 14 | 2621 | 2623 |
| 7   | Auna Gran Canaria         | 34 | 17 | 17 | 2551 | 2529 |
| 8   | DKV Joventut              | 34 | 16 | 18 | 2829 | 2759 |
| 9   | Ricoh Manresa             | 34 | 16 | 18 | 2707 | 2697 |
| 10  | Unelco Tenerife           | 34 | 16 | 18 | 2651 | 2715 |
| 11  | Fórum Valladolid CB       | 34 | 16 | 18 | 2798 | 2844 |
| 12  | Caja San Fernando         | 34 | 15 | 19 | 2708 | 2684 |
| 13  | Casademont Girona         | 34 | 15 | 19 | 2735 | 2785 |
| 14  | Etosa Alicante            | 34 | 14 | 20 | 2558 | 2633 |
| 15  | Leche Río Breogán         | 34 | 14 | 20 | 2714 | 2818 |
| 16  | Caprabo Lleida            | 34 | 13 | 21 | 2673 | 2790 |
| 17  | Jabones Pardo Fuenlabrada | 34 | 13 | 21 | 2704 | 2932 |
| 18  | Polaris World Murcia      | 34 | 7  | 27 | 2565 | 2854 |

|  | Campeón, Euroliga              |
|  | Clasificados para la Euroliga  |
|  | Clasificados para la Copa ULEB |
|  | Descienden a Liga LEB          |

J = Partidos Jugados; G = Partidos Ganados; P = Partidos perdidos; PF = Puntos a favor; PC = Puntos en contra

## Play Off por el título
|  | Cuartos de final     | Cuartos de final |                      |                  | Semifinales | Semifinales |  |                  | Final | Final |  |
|  |                      |                  |                      |                  |             |             |  |                  |       |       |  |
|  |                      |                  |                      |                  |             |             |  |                  |       |       |  |
|  | 1 TAU Cerámica       | 3                |                      |                  |             |             |  |                  |       |       |  |
|  | 1 TAU Cerámica       | 3                |                      |                  |             |             |  |                  |       |       |  |
|  | 8 DKV Joventut       | 0                |                      |                  |             |             |  |                  |       |       |  |
|  | 8 DKV Joventut       | 0                |                      | 1 TAU Cerámica   | 2           |             |  |                  |       |       |  |
|  |                      |                  |                      | 1 TAU Cerámica   | 2           |             |  |                  |       |       |  |
|  |                      |                  | 4 Adecco Estudiantes | 3                |             |             |  |                  |       |       |  |
|  | 4 Adecco Estudiantes | 3                | 4 Adecco Estudiantes | 3                |             |             |  |                  |       |       |  |
|  | 4 Adecco Estudiantes | 3                |                      |                  |             |             |  |                  |       |       |  |
|  | 5 Real Madrid CF     | 1                |                      |                  |             |             |  |                  |       |       |  |
|  | 5 Real Madrid CF     | 1                |                      |                  |             |             |  | 2 F.C. Barcelona | 3     |       |  |
|  |                      |                  |                      |                  |             |             |  | 2 F.C. Barcelona | 3     |       |  |
|  |                      |                  | 4 Adecco Estudiantes | 2                |             |             |  |                  |       |       |  |
|  | 3 Pamesa Valencia    | 2                | 4 Adecco Estudiantes | 2                |             |             |  |                  |       |       |  |
|  | 3 Pamesa Valencia    | 2                |                      |                  |             |             |  |                  |       |       |  |
|  | 6 Unicaja Málaga     | 3                |                      |                  |             |             |  |                  |       |       |  |
|  | 6 Unicaja Málaga     | 3                |                      | 2 F.C. Barcelona | 3           |             |  |                  |       |       |  |
|  |                      |                  |                      | 2 F.C. Barcelona | 3           |             |  |                  |       |       |  |
|  |                      |                  | 6 Unicaja Málaga     | 0                |             |             |  |                  |       |       |  |
|  | 2 F.C. Barcelona     | 3                | 6 Unicaja Málaga     | 0                |             |             |  |                  |       |       |  |
|  | 2 F.C. Barcelona     | 3                |                      |                  |             |             |  |                  |       |       |  |
|  | 7 Auna Gran Canaria  | 1                |                      |                  |             |             |  |                  |       |       |  |
|  | 7 Auna Gran Canaria  | 1                |                      |                  |             |             |  |                  |       |       |  |
|  |                      |                  |                      |                  |             |             |  |                  |       |       |  |

| Campeón de la Liga ACB 2003-04      |
| ----------------------------------- |
| F.C. Barcelona Décimo cuarto título |

## Nominaciones

### Quinteto ideal de la temporada
| Posición  | Jugador        | Equipo          |
| --------- | -------------- | --------------- |
| Base      | Elmer Bennett  | Real Madrid CF  |
| Escolta   | Dejan Bodiroga | F. C. Barcelona |
| Alero     | Andrés Nocioni | TAU Cerámica    |
| Ala-pívot | Lou Roe        | Etosa Alicante  |
| Pívot     | Luis Scola     | TAU Cerámica    |

|  | MVP de la temporada |

### MVPde la final
| Posición | Jugador        | Equipo          |
| -------- | -------------- | --------------- |
| Alero    | Dejan Bodiroga | F. C. Barcelona |

### Jugador de la jornada
| Jornada | Jugador               | Equipo               | Valoración |
| ------- | --------------------- | -------------------- | ---------- |
| 1       | Arvydas Macijauskas   | TAU Cerámica         | 44         |
| 2-3     | Andrés Nocioni        | TAU Cerámica         | 31         |
| 4-5     | Kevin Thompson        | Fórum Valladolid CB  | 29,5       |
| 6-7     | Arvydas Macijauskas   | TAU Cerámica         | 31,5       |
| 8-9     | Andrés Nocioni        | TAU Cerámica         | 30         |
| 10      | Terrell Myers         | Casademont Girona    | 35         |
| 11      | Elmer Bennett         | Real Madrid CF       | 37         |
| 12      | Lou Roe               | Etosa Alicante       | 36         |
| 13      | Jamie Arnold          | DKV Joventut         | 30         |
| 14      | Bernard Hopkins       | Unelco Tenerife      | 43         |
| 15      | Arvydas Macijauskas   | TAU Cerámica         | 39         |
| 16      | Žan Tabak             | DKV Joventut         | 37         |
| 17      | Louis Bullock         | Unicaja Málaga       | 36         |
| 18      | Xavier Sánchez Bernat | Polaris World Murcia | 34         |
| 19      | Lou Roe               | Etosa Alicante       | 45         |
| 20      | Dejan Bodiroga        | F. C. Barcelona      | 37         |
| 21      | Harper Williams       | Ricoh Manresa        | 34         |
| 22      | Alain Digbeu          | DKV Joventut         | 30         |
| 23      | Juan Alberto Espil    | Ricoh Manresa        | 32         |
| 24      | Marcus Goree          | Auna Gran Canaria    | 34         |
| 25      | Vasco Evtimov         | Caja San Fernando    | 33         |
| 26      | Lou Roe               | Etosa Alicante       | 36         |
| 27      | Louis Bullock         | Unicaja Málaga       | 33         |
| 28      | Antoine Rigaudeau     | Pamesa Valencia      | 42         |
| 29      | Andrés Nocioni        | TAU Cerámica         | 39         |
| 30      | Andy Panko            | Casademont Girona    | 36         |
| 31      | Jaume Comas           | Caprabo Lleida       | 33         |
| 32      | Kevin Thompson        | Fórum Valladolid CB  | 33         |
| 33-34   | Lou Roe               | Etosa Alicante       | 39,5       |

### Jugador del mes
| Mes       | Jornadas | Jugador             | Equipo          | Valoración |
| --------- | -------- | ------------------- | --------------- | ---------- |
| Octubre   | 1-8      | Arvydas Macijauskas | TAU Cerámica    | 27         |
| Noviembre | 9-13     | Elmer Bennett       | Real Madrid CF  | 27,2       |
| Diciembre | 14-17    | Bernard Hopkins     | Unelco Tenerife | 28,3       |
| Enero     | 18-22    | Lou Roe             | Etosa Alicante  | 24,4       |
| Febrero   | 23-25    | Elmer Bennett       | Real Madrid CF  | 27,3       |
| Marzo     | 26-29    | Lou Roe             | Etosa Alicante  | 26,5       |
| Abril     | 30-34    | Lou Roe             | Etosa Alicante  | 30         |